# Alan Connell

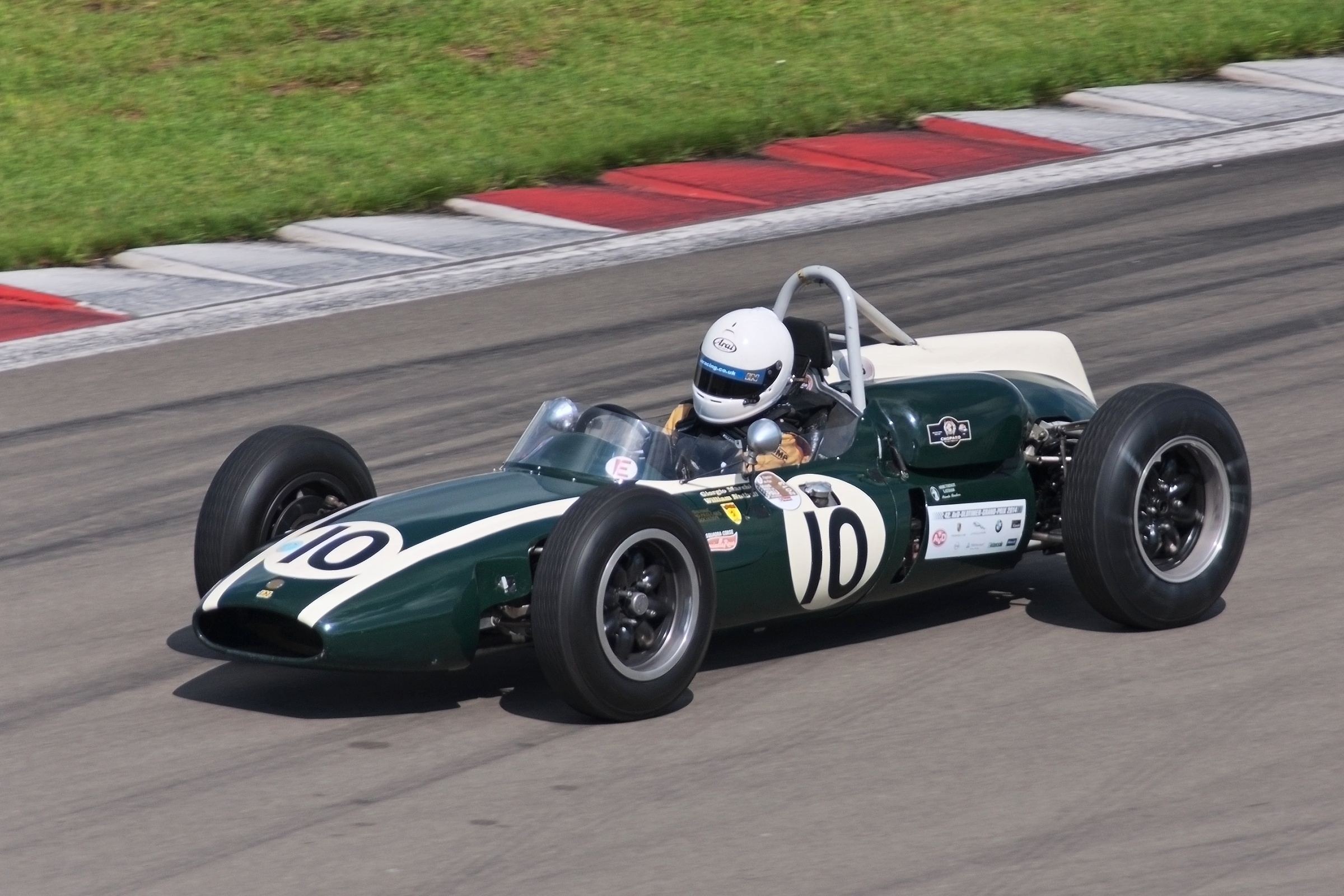
Connell’s einziger Monoposto-Rennwagen, der Cooper T53

Alan Benton Connell Junior (* 3. September 1923 in Tarrant; † 18. August 1999 ebenda) war ein US-amerikanischer Autorennfahrer, Rancher und Unternehmer.

## Karriere
Alan Connell betrieb in Texas eine Ranch und kam durch den Vertrieb landwirtschaftlicher Produkte zu einem ansehnlichen Vermögen. Der Motorsport war ein kostenintensives Hobby, in dem Connell als Herrenfahrer aktiv war. Er fuhr vor allem Sportwagenrennen, Monopostoeinsätze sind nur spärlich belegt. Der Große Preis von Mexiko 1962 war ein Formel-1-Rennen ohne Weltmeisterschaftsstatus, das von Trevor Taylor und Jim Clark auf einen Werks-Lotus 25 gewonnen wurde. Alan Connell meldete einen in seinem Besitz befindlichen Cooper T53, fiel mit dem Wagen aber schon nach drei Runden durch einen Motorschaden aus.
Als Sportwagenpilot bestritt der Texaner die meisten Rennen unter eigener Meldung, mit Fahrzeugen die zu seinem eigenen Besitz gehörten. Über die Jahre summierten sich spätere Raritäten zu einer umfassenden Sammlung. Zu dieser gehörten ein Maserati 200S, ein Birdcage und die Ferrari-Modelle 250TR und 335 Sport. Vom sehr teuren 335 Sport wurden insgesamt nur vier Fahrgestelle gebaut. Der Wagen galt Ende der 1950er-Jahre neben dem Maserati 450S als der schnellste Rennsportwagen der Szene.
Gefahren ist Connell zwischen 1958 und 1962 vor allem in Nordamerika. In dieser Zeit feierte er acht Gesamt- und ebenso viele Klassensiege. Seinen ersten Gesamtsieg erreichte er 1959 bei einem lokalen Rennen in Midland. Sein letzter Erfolg war der Sieg am Lake Garnett Raceway 1962.
Dreimal war er beim 12-Stunden-Rennen von Sebring am Start; zwei Mal fiel er vorzeitig aus, einmal wurde er Gesamtfünfter. Einmal kam er nach Europa, ums sich als Fahrer eines Ferrari 250 GT SWB des North American Racing Teams am 24-Stunden-Rennen von Le Mans zu beteiligen. Gemeinsam mit George Arents belegte er auch hier den 5. Rang im Endklassement.

## Statistik

### Le-Mans-Ergebnisse
| Jahr | Team                       | Fahrzeug           | Teamkollege   | Platzierung | Ausfallgrund |
| ---- | -------------------------- | ------------------ | ------------- | ----------- | ------------ |
| 1960 | North American Racing Team | Ferrari 250 GT SWB | George Arents | Rang 5      |              |

### Sebring-Ergebnisse
| Jahr | Team                       | Fahrzeug                  | Teamkollege  | Platzierung | Ausfallgrund     |
| ---- | -------------------------- | ------------------------- | ------------ | ----------- | ---------------- |
| 1960 | RRR Motors                 | Ferrari 250 GT California | George Reed  | Rang 5      |                  |
| 1961 | NART                       | Ferrari Dino 246S         | Ed Hugus     | Ausfall     | Kraftübertragung |
| 1962 | North American Racing Team | Ferrari Dino 246S         | Bob Grossman | Ausfall     | kein Öldruck     |

### Einzelergebnisse in der Sportwagen-Weltmeisterschaft
| Saison | Team            | Rennwagen                   | 1   | 2   | 3   | 4   | 5   | 6   | 7   | 8   | 9   | 10  | 11  | 12  | 13  | 14  | 15  |
| ------ | --------------- | --------------------------- | --- | --- | --- | --- | --- | --- | --- | --- | --- | --- | --- | --- | --- | --- | --- |
| 1960   | RRR Motors NART | Ferrari 250 GT              | BUA | SEB | TAR | NÜR | LEM |     |     |     |     |     |     |     |     |     |     |
| 1960   | RRR Motors NART | Ferrari 250 GT              |     | 5   |     |     | 5   |     |     |     |     |     |     |     |     |     |     |
| 1961   | NART            | Ferrari Dino 246S           | SEB | TAR | NÜR | LEM | PES |     |     |     |     |     |     |     |     |     |     |
| 1961   | NART            | Ferrari Dino 246S           | DNF |     |     |     |     |     |     |     |     |     |     |     |     |     |     |
| 1962   | Alan Connell    | Maserati Tipo 61 Cooper T57 | DAY | SEB | SEB | MAI | TAR | BER | NÜR | LEM | TAV | CCA | RTT | NÜR | BRI | BRI | PAR |
| 1962   | Alan Connell    | Maserati Tipo 61 Cooper T57 | DNF |     | DNF |     |     |     |     |     |     |     |     |     |     | DNF |     |